# بورکارد پاپ
بورکارد پاپ (به انگلیسی: Burkhard Pape؛ زادهٔ ۳۰ اکتبر ۱۹۳۲ – درگذشتهٔ ۱ فوریهٔ ۲۰۲۴) بازیکن فوتبال اهل آلمان بود.
از جمله باشگاه‌هایی که وی در آن‌ها بازی کرد، می‌توان به باشگاه فوتبال اف‌اس‌وی فرانکفورت و باشگاه فوتبال هانوفر ۹۶ اشاره کرد.

## درگذشت
پاپ در ۱ فوریهٔ ۲۰۲۴، در سن ۹۱ سالگی درگذشت.